# Spring Valley, Illinois
Spring Valley är en stad (city) i Bureau County, i delstaten Illinois, USA. Enligt United States Census Bureau har staden en folkmängd på 5 499 invånare (2011) och en landarea på 19,1 km².